# Samad Behrangi
Samad Behrangi (صمد بهرنگی em persa) (Tabriz, 24 de junho de 1939 - Tabriz, 31 de agosto de 1967) foi um escritor iraniano.

## Obras
- The Little Black Fish
- Investigations into the Educational Problems of Iran (کندوکاو در مسائل تربیتی ایران )
- Ulduz and the talking doll
- Ulduz and the crows
- Talkhoon
- One peach and 1000 peaches
- Complete Stories of Behrang